# Obernai
Obernai (deutsch Oberehnheim, elsässisch Ewernah) ist eine französische Stadt mit 12.216 Einwohnern (Stand 1. Januar 2021) im Département Bas-Rhin in der Europäischen Gebietskörperschaft Elsass und in der Region Grand Est. Die Gemeinde liegt im Arrondissement Sélestat-Erstein. Der Name rührt (wie beim benachbarten Niedernai) von der Lage am Vogesenflüsschen und Illzufluss Ehn her. Die Bewohner von Obernai und Umgebung nennen den Ort Ewer’nahn, jedoch sind weitere elsässische Bezeichnungen wie Ewer’nah, Ower’nah, Ower’nahn oder (in Straßburg) Ower’näh bekannt. Der Neckname für die Einwohner lautet Zanefbieche (deutsch „Senfbäuche“).
Oberehnheim war bis zum Ende des Dreißigjährigen Krieges eine selbstständige Reichsstadt im Heiligen Römischen Reich, was sich im Ortswappen widerspiegelt.

## Geographie
Die Stadt liegt im Unterelsass in der Oberrheinebene am rechten Ufer der Ehn, etwa 25 Kilometer südwestlich von Straßburg am Fuß des Odilienbergs.
Benachbarte Gemeinden sind Bernardswiller (Bernhardsweiler), Goxwiller (Goxweiler), Krautergersheim, Meistratzheim, Niedernai (Niederehnheim), Heiligenstein, Bischoffsheim, Bœrsch (Börsch) und Ottrott.

## Geschichte
Ältere Ortsbezeichnungen sind Ehinheim (778), Ehinhaim (788), superius Ehenheim (837), Ehenheim (1051), Ehenhemium (1178), Einheim (1283), Oberehnheim (1285, 1366) und Oberœna (1555), fr. Obernay. Auf der Gemarkung der Ortschaft sind im 19. Jahrhundert Grabstätten aus römisch-gallischer Zeit gefunden worden.
Der Ort soll als ursprünglich fränkische Siedlung im 7. Jahrhundert Sitz des Merowingers Eticho, Herzog des Elsass, gewesen sein. Historisch bezeugt ist Etichos Schenkung der nahe gelegenen Hohenburg an seine Tochter, die heilige Odilia. In der Zeit der Staufer hielten sich Herzog Friedrich der Einäugige, Kaiser Heinrich VI. und Kaiser Friedrich II. zeitweilig hier auf. Im Jahr 1262, als die Stadt noch nicht von einer Mauer umgeben gewesen sein soll, wurde die kaiserliche Burg von dem Straßburger Bischof Heinrich III. von Stahleck im Krieg gegen Friedrich II. zerstört und die Stadt dabei beträchtlich beschädigt. Die Stadt erhielt eine doppelte, befestigte Stadtmauer.
Im Jahr 1242 war erstmals in Abgrenzung zu Niederehnheim der moderne Name Oberehnheim („Oberhehenheim“) erwähnt worden. Oberehnheim war von 1240 bis 1648 eine freie Reichsstadt. Während der Pestpogrome 1348/49 wurden alle jüdischen Einwohner wegen angeblicher Brunnenvergiftung verbrannt. 1354 trat Obernai dem Elsässer Zehnstädtebund bei. 1444 spielte die Stadt infolgedessen auch eine wichtige Rolle bei der Abwehr der Armagnaken und den Belagerungsversuchen Karls des Kühnen im 15. Jahrhundert. Ihre Blüte erlebte die Stadt im 16. Jahrhundert trotz der Unruhen infolge der Reformation, die dank der Familie Oberkirch in der Stadt Anhänger fand, aber nach 1587 zurückgedrängt wurde. Im Dreißigjährigen Krieg wurde Oberehnheim durch Beschuss und Brände schwer beschädigt. Die Kaiserliche Stadt des Heiligen Römischen Reichs wurde 1679 von Frankreich gewaltsam in Besitz genommen und 1680 unter Ludwig XIV. annektiert.
Durch den Frankfurter Frieden vom 10. Mai 1871 kam das Gebiet an das deutsche Reichsland Elsaß-Lothringen, und die Stadt wurde dem Kreis Erstein im Bezirk Unterelsass zugeordnet. Die französisierte Namensform Obernai („Oberné“), die erstmals 1693 verwendet worden war, hatte sich inzwischen durchgesetzt, so dass zwischen 1871 und 1918 beide Ortsbezeichnungen gebräuchlich waren.
Die Stadt hatte um die Wende zum 20. Jahrhundert eine evangelische und zwei katholische Kirchen, eine Synagoge, ein Progymnasium, ein Schullehrerseminar, ein Amtsgericht, eine bedeutende Baumwollmanufaktur, verschiedene Produktionsstätten für Gebrauchswaren sowie Obst- und Weinbau. Nach dem Ersten Weltkrieg musste die Region aufgrund der Bestimmungen des Versailler Vertrags 1919 an Frankreich abgetreten werden.
Im Zweiten Weltkrieg war die Region von der deutschen Wehrmacht besetzt, und die Stadt stand bis 1944 unter deutscher Verwaltung. 1940 wurden die in Obernai verbliebenen jüdischen Einwohner nach Südfrankreich deportiert. Zahlreiche ehemalige jüdische Einwohner kamen während der Zeit des Nationalsozialismus ums Leben. Im Jahr 1942 wurde im Schloss Oberkirch für die Ausbildung des SS-Helferinnenkorps eine Reichsschule der SS durch Zwangsarbeiter aus dem KZ Natzweiler-Struthof eingerichtet, die auch andere beschlagnahmte Gebäude im Umkreis nutzte. Am 15. Dezember 1942 wurde das erste KZ-Außenlager von Natzweiler-Struthof offiziell in Oberehnheim eingerichtet und bestand bis zum 22. November 1944.

### Demographie
| Jahr | Einwohner | Anmerkungen |
| ---- | --------- | --- |
| 1780 | –         | ehemalige Reichsstadt mit über 900 Feuerstellen (Haushaltungen)                                                     |
| 1821 | 4328      | fast nur katholische Einwohner, bis auf 160 Juden und einige nach Klingenthal eingepfarrte Lutheraner               |
| 1846 | 5356      | [ 11 ] |
| 1872 | 4864      | am 1. Dezember, in 890 Häusern                                                                                      |
| 1880 | 4725      | am 1. Dezember, auf einer Fläche von 2542 ha, in 845 Häusern, davon 4280 Katholiken, 164 Evangelische und 271 Juden |
| 1885 | 4512      | davon 4075 Katholiken, 162 Protestanten und 262 Juden                                                               |
| 1890 | 4187      | [ 11 ] |
| 1905 | 3933      | meist katholische Einwohner, nach anderen Angaben 3936 Einwohner                                                    |
| 1910 | 3915      | auf einer Fläche von 2542 ha                                                                                        |

Obernai ist eine schnell wachsende Stadt, deren Bevölkerung 1968 noch 6304 Einwohner, 2009 bereits 10.803 Einwohner zählte. Der Großraum Obernai zählte 2009 12.369 Einwohner (1968 noch 7.293).
| Jahr      | 1962  | 1968  | 1975  | 1982  | 1990  | 1999   | 2007   | 2009   | 2017   |
| --------- | ----- | ----- | ----- | ----- | ----- | ------ | ------ | ------ | ------ |
| Einwohner | 4.534 | 6.304 | 7.902 | 8.907 | 9.610 | 10.472 | 11.009 | 10.803 | 11.279 |

## Politik

### Hoheitssymbole

Hissflagge
Bannerflagge

| Wappen der Gemeinde Obernai | Blasonierung: „Über den in Rot und Schwarz gespaltenen Schild liegt ein gänzlicher goldener Adler.“ |
| Wappen der Gemeinde Obernai | |

### Maire
1945–1971: Marcel Gillmann
1971–1973: René Dubs
1973–1977: Marcel Gillmann
1977–1983: Hubert Eck
1983–2001: Hugues Hartleyb
seit 2001: Bernard Fischer

## Wirtschaft
- Das Kronenbourg-Bier wird heute in Obernai gebraut. Die Brauerei, die über einen eigenen Bahnanschluss verfügt, liegt im Nordwesten der Gemeinde unmittelbar an der D 500.
- Seit 1959 ist auch die Hager Group mit einem Hauptstandort in Obernai.

## Verkehr
Der Bahnhof Obernai liegt an der Bahnstrecke Sélestat–Saverne und wird von TER-Zügen von und nach Straßburg und Sélestat bedient.
Die Stadtbusse sind seit dem 2. September 2024 kostenlos.

## Sehenswürdigkeiten und Denkmäler
- Die Stadt verfügt über einen für das Elsass typischen Renaissance-Sechs-Eimer-Brunnen von 1579.
- Am Marktplatz steht die zum Restaurant umgebaute ehemalige Kornhalle (Halle aux blés) von 1554.[19]
- Nachdem die im 13. Jahrhundert gegründete gotische Kapellkirche, ursprünglich ‚Unserer lieben Frauen Kapelle‘ genannt, 1873 abgetragen wurde,[20] blieb der 60 Meter hohe Turm neben dem Rathaus (Hôtel de ville)[21] aus dem 16. Jahrhundert als Kappelturm (Tour de la chapelle) übrig. Über dem fünften Stockwerk erhielt er eine Maßwerkbrüstung und einen schiefergedeckten Helm, so dass er der Stadt fortan als Belfried diente.
- Nachdem die alte Pfarrkirche 1867 abgetragen worden war,[22] wurde 1867–1872 die neugotische Peter-und-Paul-Kirche (Saints-Pierre-et-Paul) errichtet, die eines der größten neugotischen Gotteshäuser im gesamten Elsass ist. Im aufwändig gestalteten und reich verzierten Innenraum befinden sich unter anderem mittelalterliche Altäre aus der Vorgängerkirche und eine bedeutende Orgel von Joseph Merklin. Östlich des Chors befindet sich die Jungfrauenkapelle mit einer Ölberggruppe von 1517.
- Die Stadt verfügte einst über 20 Türme im inneren Stadtmauerring, der noch weitgehend erhalten ist.
- Vom Kapuzinerkloster Oberehndorf überdauerte lediglich die Kapuzinerkirche.
- Oberhalb der Stadt steht das Monument für die Malgré-nous – die im Zweiten Weltkrieg zwangsweise in die deutsche Wehrmacht verpflichteten Elsässer aus dem Kanton Obernai.
- Château d'Oberkirch aus dem 16. und 17. Jahrhundert, renoviert von 1843 bis 1846[23]
- Im Stadtpark steht eine in den 1850er Jahren gepflanzter, ca. 40 Meter hoher Mammutbaum (Sequioa Sempervirens)[24]

Ortsbilder
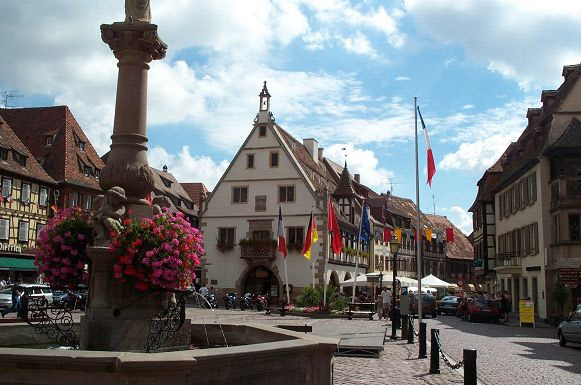
Marktplatz
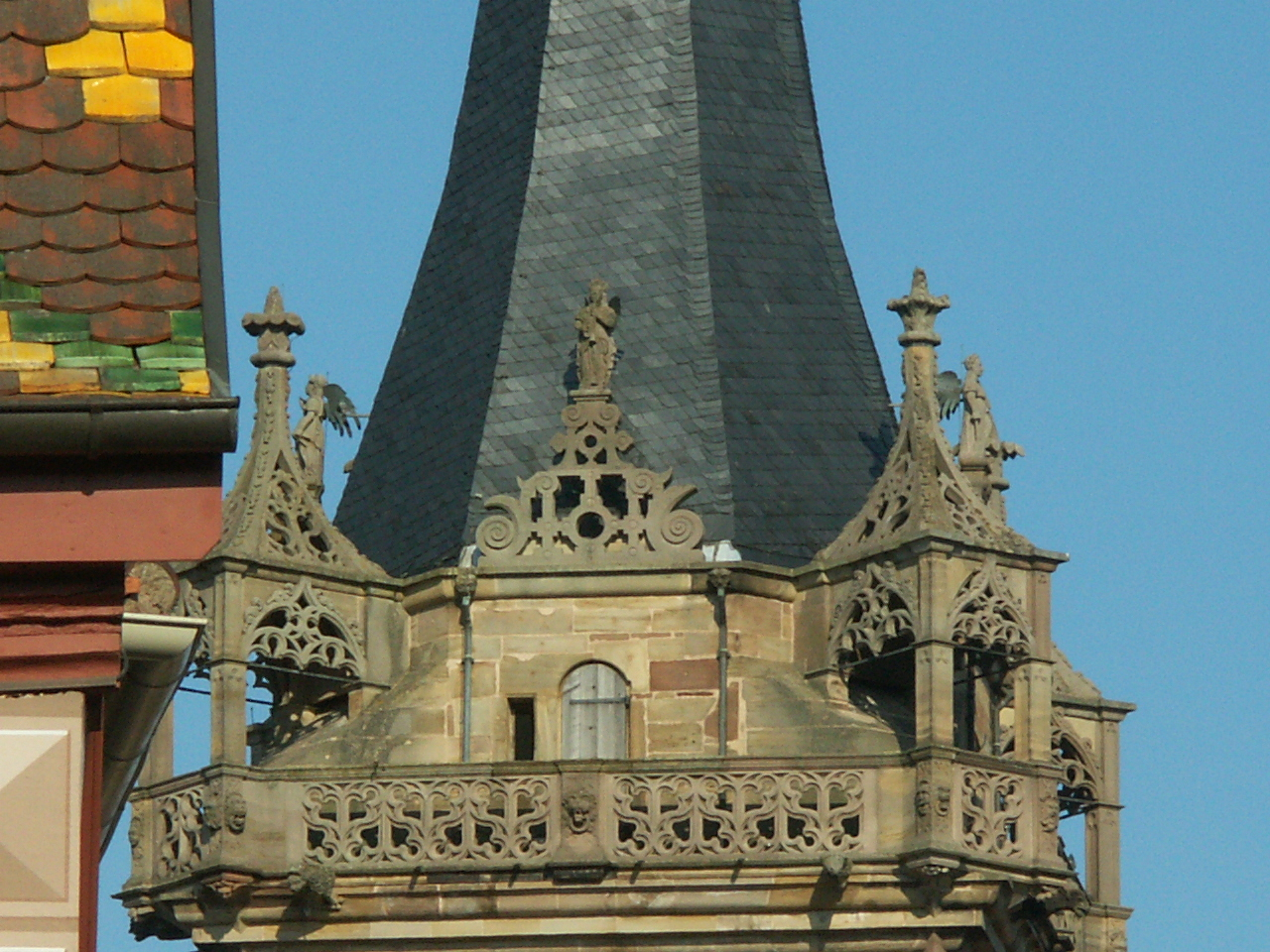
Kappelturm
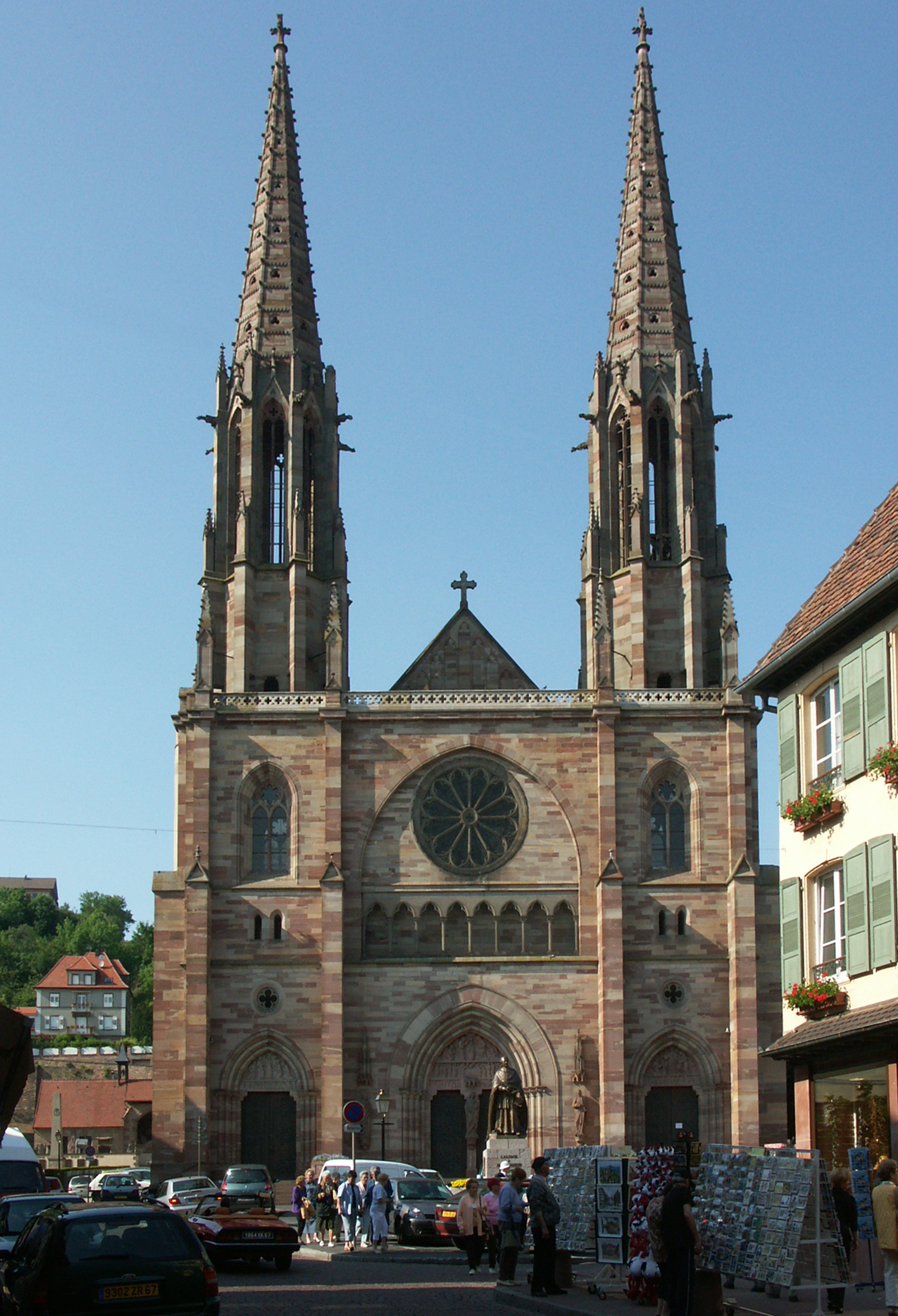
Kirche St. Peter und Paul
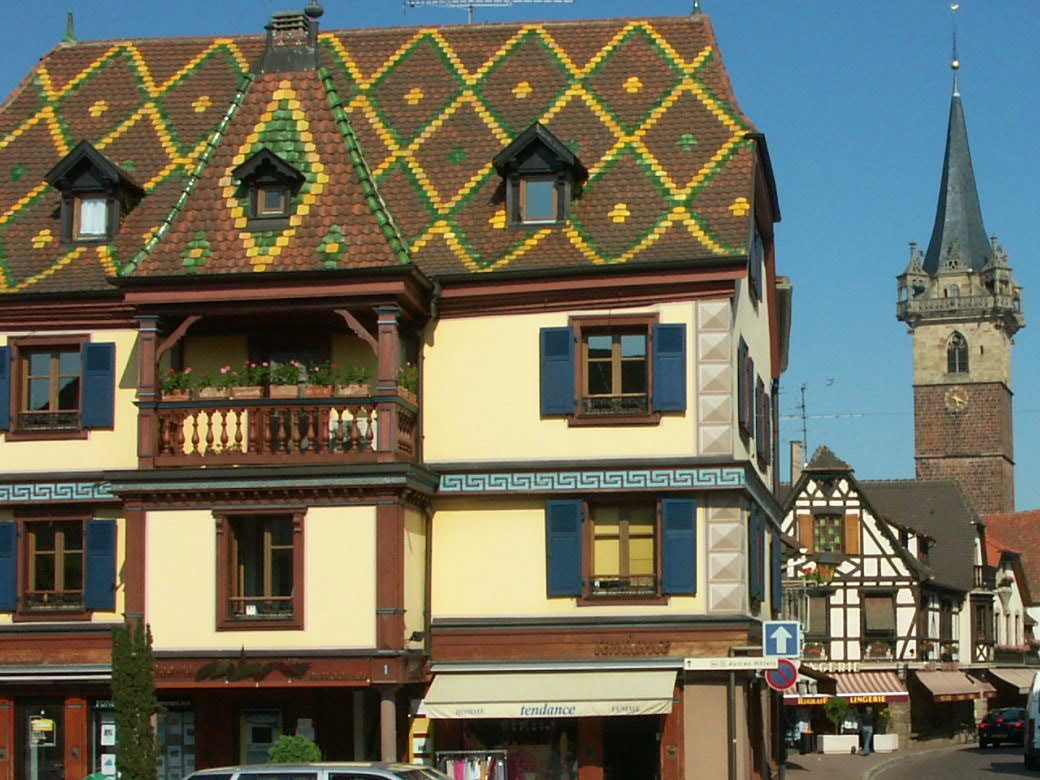
Place de l’Étoile
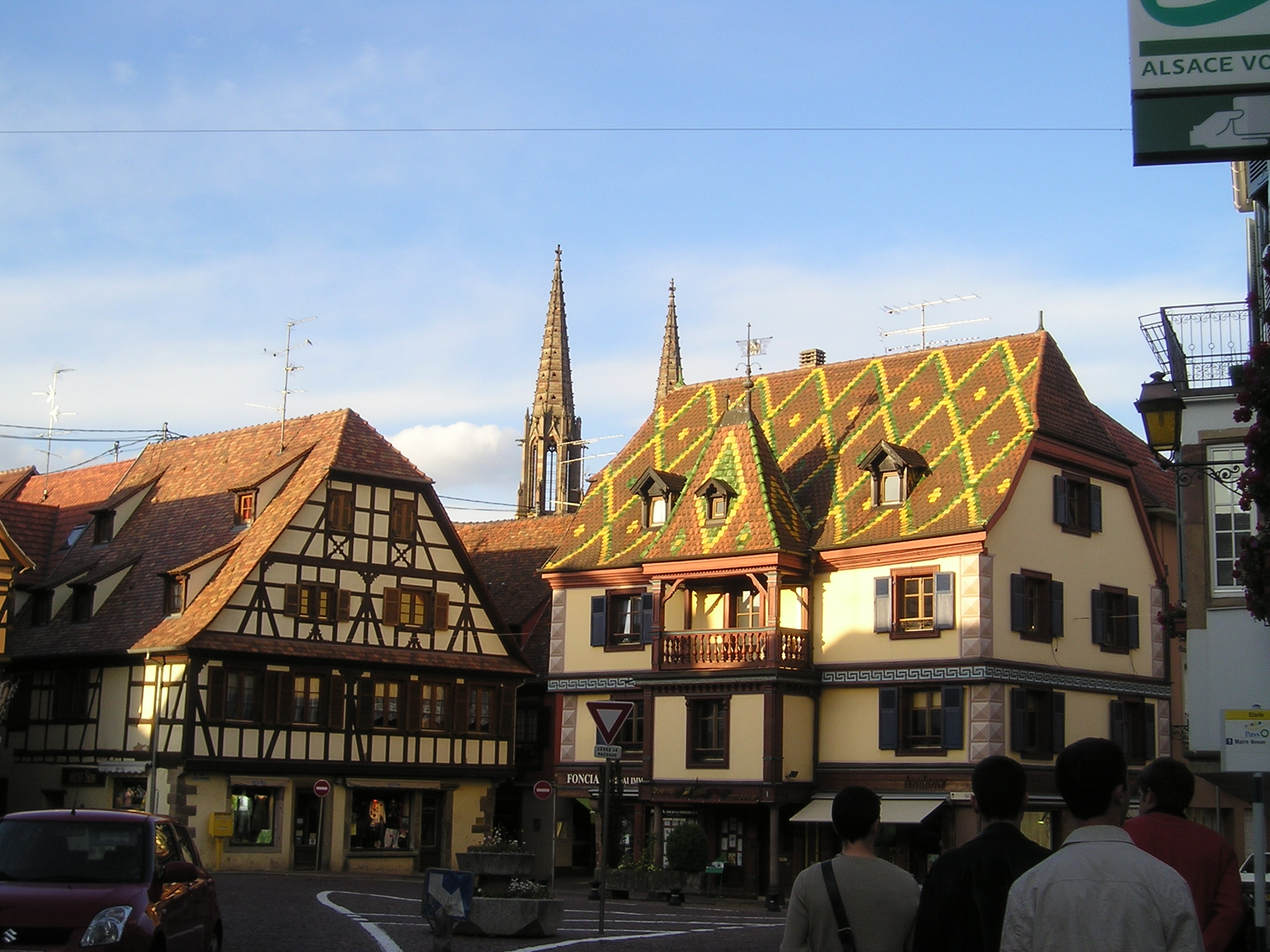
Sehenswerte Dächer im Ortszentrum
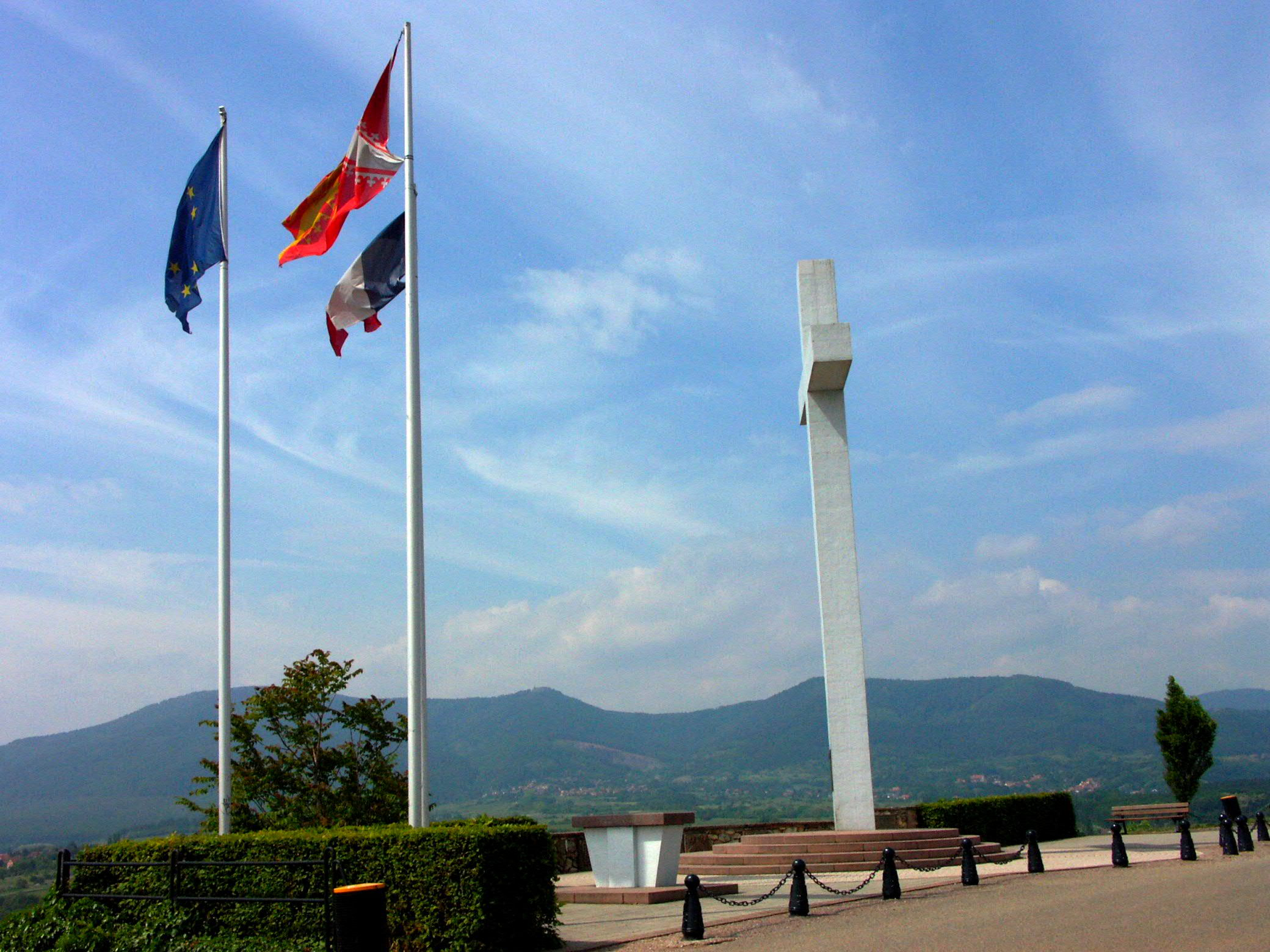
Denkmal für die Malgré-nous
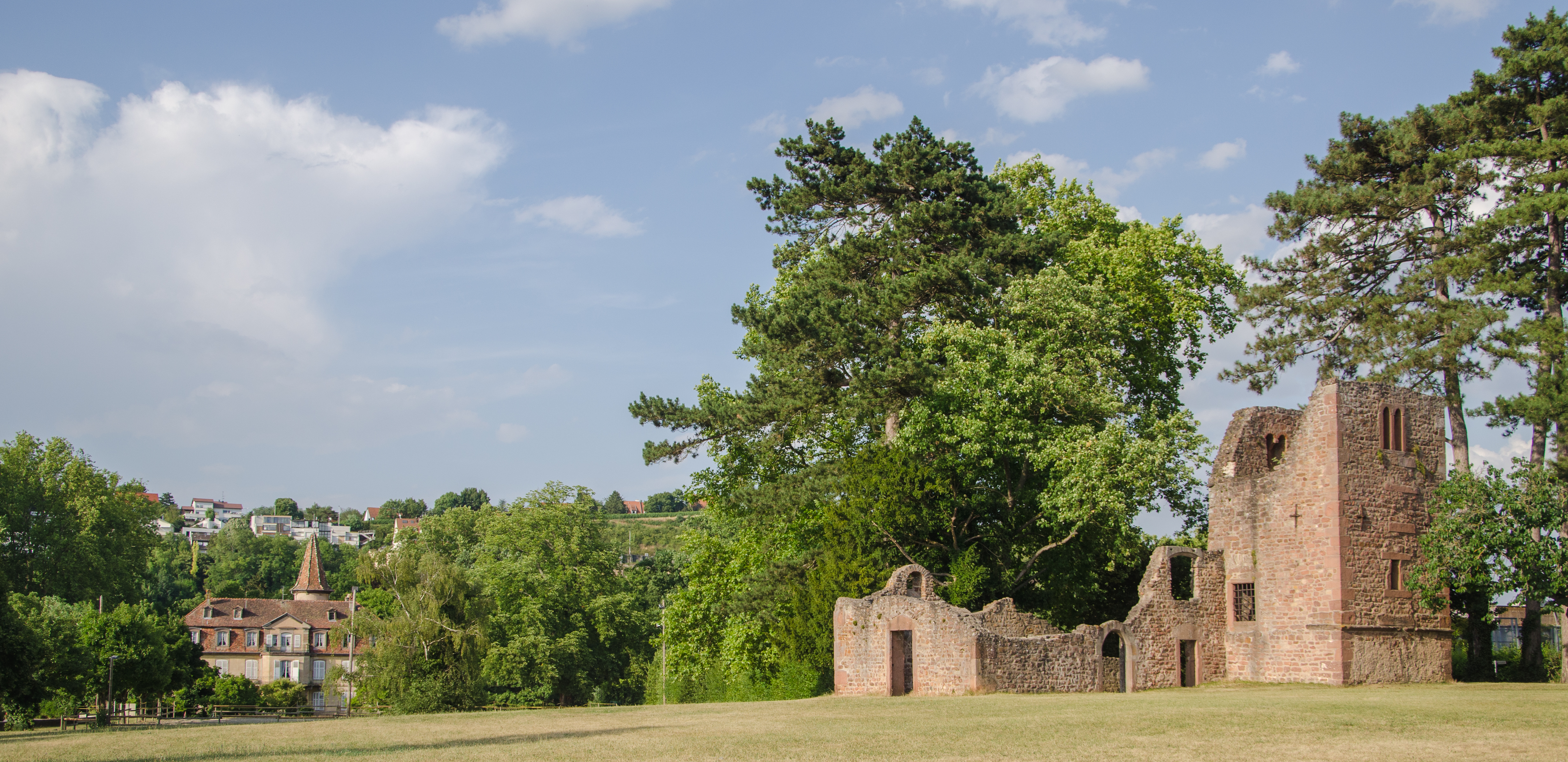
Schloss Oberkirch und Kirchenruine Johannes der Täufer (Saint-Jean-Baptiste)

## Städtepartnerschaften
Seit 1958 unterhält Obernai eine Partnerschaft mit der deutschen Stadt Gengenbach in Baden-Württemberg. Seit 1986 ist die Stadt auch mit Pully im schweizerischen Kanton Waadt am Genfersee partnerschaftlich verbunden. Ein Lycée in Obernai hat eine Partnerschaft mit dem Auguste-Pattberg-Gymnasium in Mosbach-Neckarelz und dem Anne-Frank-Gymnasium Erding.

## Persönlichkeiten
- Gösli von Ehnheim (1226–1250), Minnesänger
- Thomas Murner (1475–1537), Franziskaner (OFM), Dichter und Publizist
- Theobald Thamer (1502?–1569), deutscher Theologe
- Henriette Louise de Waldner de Freundstein (1704–1803), Schriftstellerin unter dem Namen Baronne d'Oberkirch, Freundin von Goethe und der Zarin Marie Féodorowna, Frau von Nicolas I.[25]
- Benignus Espiard von Colonge (1754–1837), bayerischer Generalleutnant
- Charles-Émile Freppel (1827–1891), französischer römisch-katholischer Bischof (Bistum Angers) und Kirchenhistoriker
- Louis Caspar (1841–1917), römisch-katholischer Ordensgeistlicher, Apostolischer Vikar von Nord-Cochin
- René Schickele (1883–1940), deutsch-französischer Schriftsteller, Essayist und Übersetzer
- Charles Pisot (1910–1984), Mathematiker
- André Neher (1914–1988), jüdischer Philosoph